# Gregorio Guglielmi
Pour les articles homonymes, voir Guglielmi.
Gregorio Guglielmi (Rome, 1714 – Saint-Pétersbourg, 1773) est un peintre italien de la période rococo.

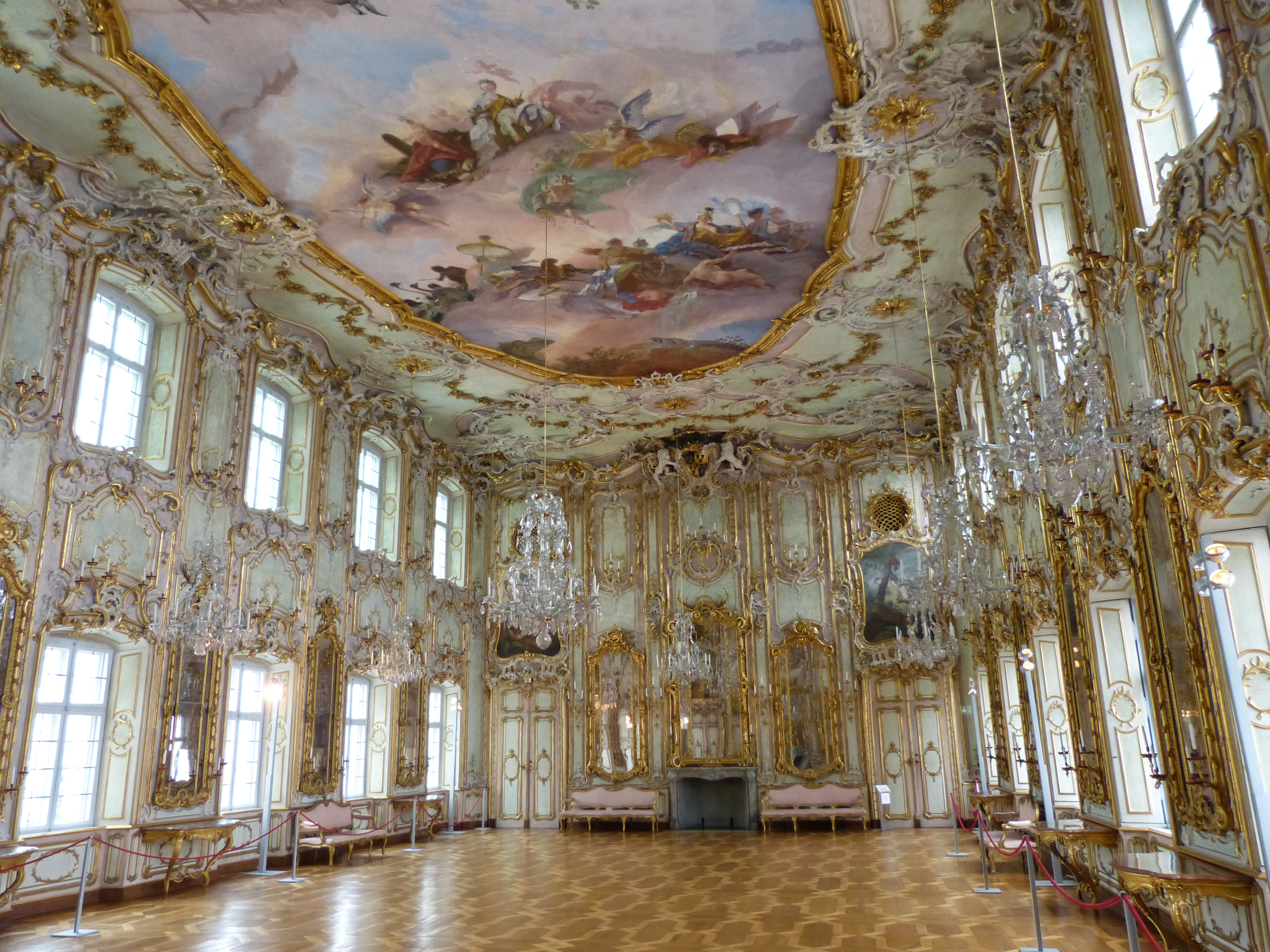
Plafond de la salle des fêtes du palais Schaezler, Augsburg

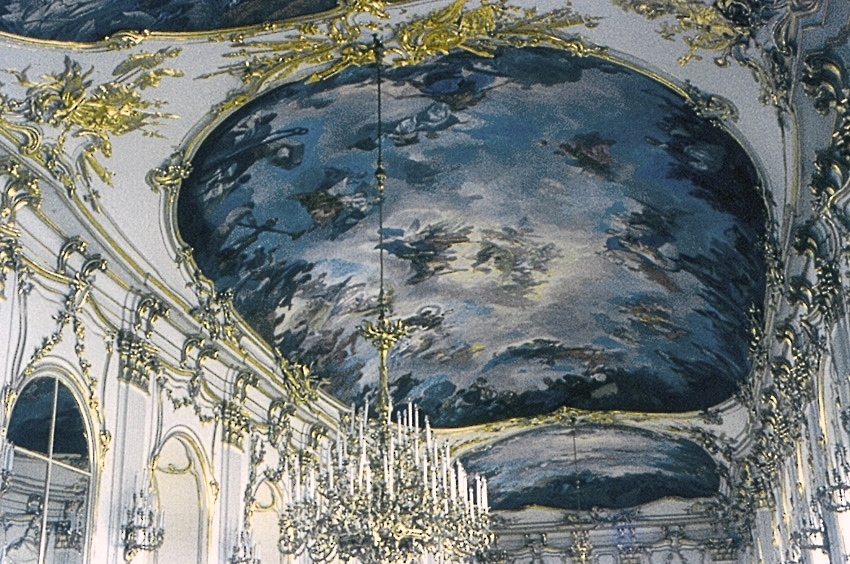
Plafond à fresques de la galerie du château de Schönbrunn

## Biographie
Gregorio Gugliermi fait son apprentissage auprès de Sebastiano Conca.
À Rome, il réalise des fresques à l'Ospedale Santo Spirito, à l'église Santissima Trinità degli Spagnoli, en l'ancien couvent San Agostino, puis se rend à Dresde (1753) puis à Vienne (1755), où il décore à fresque le plafond de l'Académie autrichienne des sciences (Neue Aula) d'après des sujets de Pietro Metastasio et travaille à la décoration du château de Schönbrunn (1761-1762), en grande partie détruite au cours de la Seconde Guerre mondiale.
D'autres travaux de sa main se trouvent à l'Université de Berlin (1764), à Augusta (palais Liebert, 1765), à Turin (1765) et à Saint-Pétersbourg.
En 1769, il entre au service de Catherine de Russie et passe les dernières années de sa vie à Saint-Pétersbourg, où il meurt en 1773.
Son style est caractérisé par le classicisme plus libre et pictural de Marco Benefial et Pierre Subleyras, de qui il s'est initialement inspiré.

## Œuvres
- Saint Jean de Matha en gloire, église Santissima Trinità degli Spagnoli, Rome.
- Allégorie des Quatre Facultés (1755), Université de Vienne, Autriche.
- Plafonds à fresques de la petite et de la grande galerie du château de Schönbrunn (1760-1762), Vienne, Autriche.
- Les Quatre Parties du monde (1765-66), palais royal, Turin.
- Apothéose du Commerce éclairé, (1766-1767), plafond de la salle des fêtes du palais Schaezler (en), Augsbourg.
- Les Quatre Parties du monde, esquisse, musée de Varsovie.
- Fondation de Troie, Lever du Soleil, Coucher du Soleil, esquisses, musée de Nancy.
- L'olympe, tableau ovale, 52 x 62,5 cm, musée des beaux-arts de Brest[1].